# Генеральное консульство Польши в Сиднее

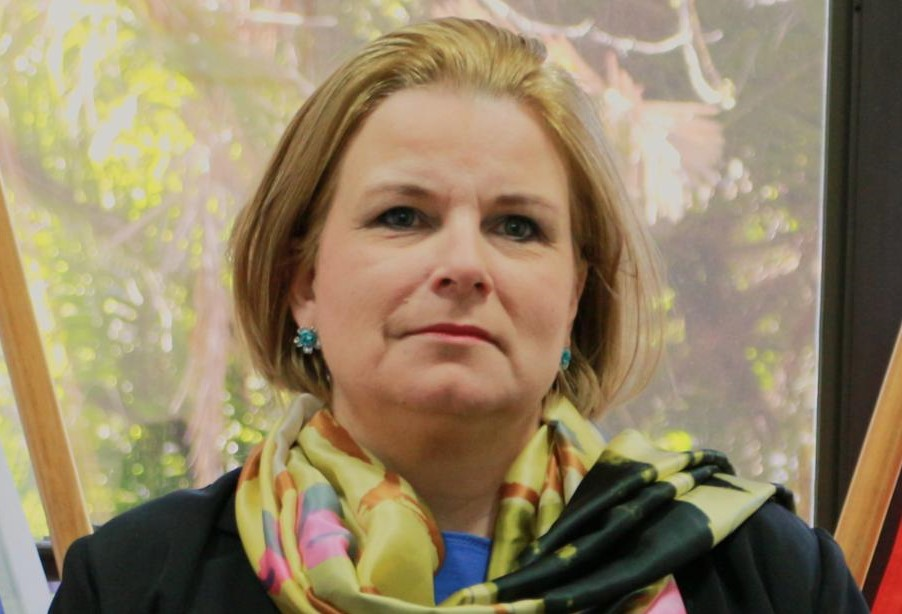
Моника Коньчик — Генеральный консул Республики Польша в Сиднее (2019—2023)

Генеральное консульство Республики Польша в Сиднее (пол. Konsulat Generalny RP w Sydney) — польское дипломатическое представительство, расположенное в Сиднее, Новый Южный Уэльс, Австралия.
Консульский округ Генерального консульства Польши в Сиднее включает в себя Австралию (за исключением Австралийской столичной территории — ACT), а также Фиджи, Микронезию, Папуа-Новую Гвинею, Науру, Вануату, Маршалловы Острова и Соломоновы Острова.
Должность генерального консула с 2019 по 2023 г. занимала доктор юридических наук, кавалер Серебряного Креста Заслуги Моника Коньчик (пол. Monika Kończyk).

## Структура
- Генеральный консул — руководитель дипломатического представительства;
- консул по вопросам виз, паспортов и гражданства;
- вице-консул по юридическим вопросам, консульской защите и делам польской общины;
- вице-консул по административным и финансовым вопросам[4].

## История
Генеральное консульство Республики Польша в Сиднее было открыто в 1941 году, первым консулом был назначен польский политик и дипломат Сильвестр Грушка (пол. Sylwester Gruszka) (с 1 ноября 1941 года). Кроме того, до 1941 года в Сиднее действовало Почётное консульство Польской Республики, которое перешло в подчинение Генеральному Консульству с момента открытия. В 1945 году Генеральное консульство было закрыто, так как правительство Австралии не имело официальных дипломатических отношений с Польской Народной Республикой.
Дипломатические отношения между Польской Народной Республикой и Австралией были установлены 20 февраля 1972 года, после чего в Австралии было открыто Посольство Польши и восстановлено Консульство в Сиднее.